# The 78

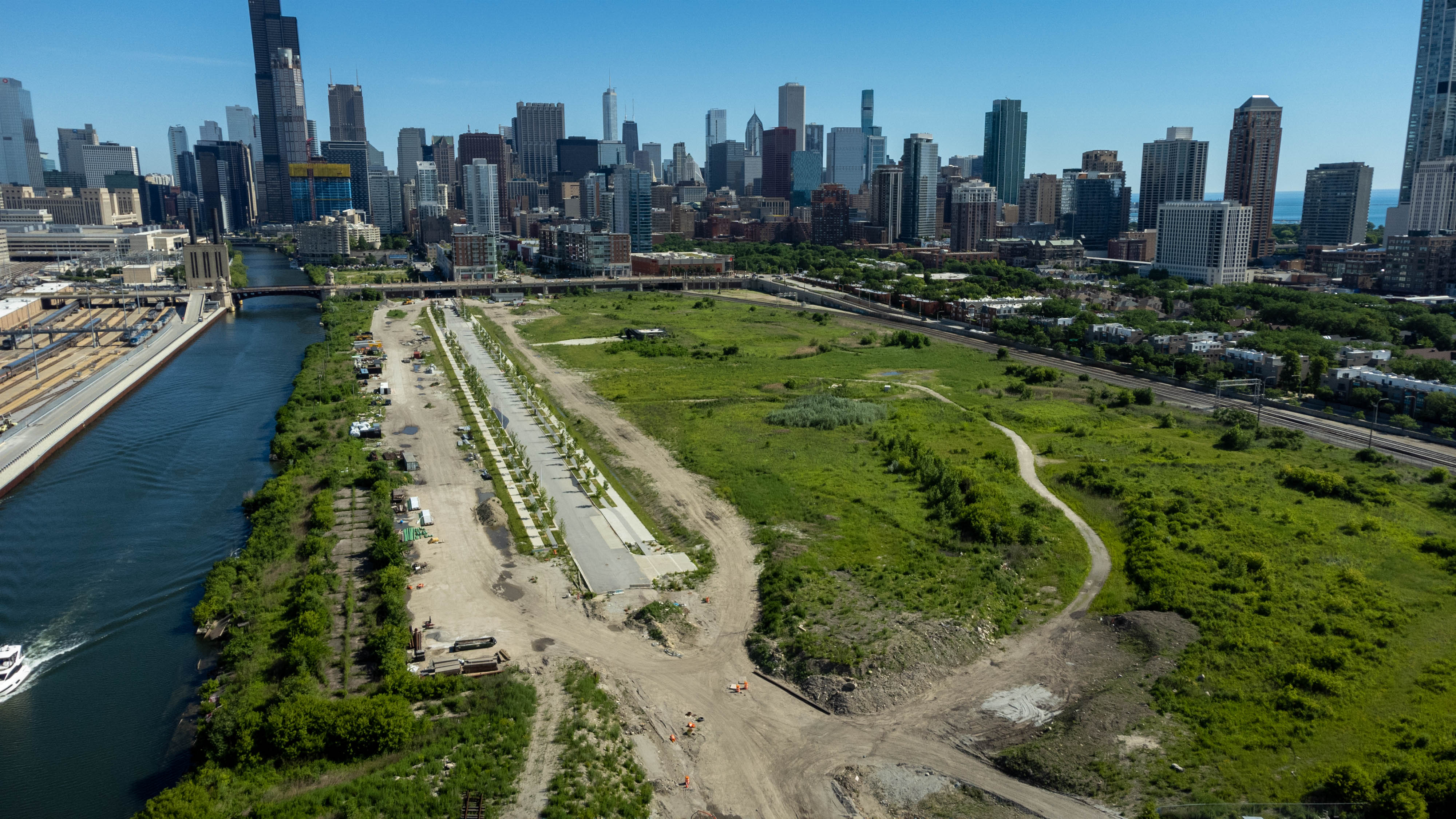
The 78 in nordöstlicher Richtung

The 78 ist ein Stadtentwicklungsprojekt in Chicago im US-Bundesstaat Illinois. Der Name ist eine Anlehnung an die 77 bestehenden Stadtbezirke (engl. community areas) Chicagos – das Projekt ist so groß, dass es nach seiner Fertigstellung einen weiteren, den 78. Bezirk der Stadt darstellen wird.
Es umfasst eine 62 Acres (ca. 25 Hektar) große, linksseitig des Südarms des Chicago Rivers gelegene Fläche, die im Norden durch die Roosevelt Road, im Osten durch die Clark Street, im Süden durch die 16th Street und im Westen durch den Chicago River begrenzt wird.
Für die Entwicklung von The 78 zeichnet ein Joint Venture aus GMH und dem Chicagoer Immobilienentwickler Related Midwest verantwortlich; die Architekten sind Skidmore, Owings and Merrill. Das Gesamtinvestitionsvolumen des Projekts beträgt 7 Milliarden US-Dollar.
Das Areal war einer der Kandidaten für den zweiten Hauptverwaltungsstandort des Versandhändlers Amazon (HQ2), konnte sich letztlich jedoch nicht durchsetzen.
Der erste Bauabschnitt (Nordteil des Geländes, einschl. Gateway Towers, Parkside HQ und Riverfront Innovation Office) soll bis 2024 umgesetzt werden; die Fertigstellung der verbleibenden Bauabschnitte ist zwischen 2030 und 2040 vorgesehen.

## Geschichte
Ursprünglich verlief der südliche Arm des Chicago Rivers durch das Gelände, bevor dessen Lauf in den späten Zwanzigerjahren begradigt wurde, um einerseits zunächst mehr Platz für die sich östlich davon befindlichen Eisenbahnanlagen zu schaffen, anderseits aber auch anschließend (durch teilweise Verlagerung der Bahnanlagen und die Errichtung eines gemeinsamen South Side Terminals für mehrere Bahngesellschaften) die Möglichkeit zu schaffen, die Franklin Street, Wells Street, LaSalle Street und Dearborn Street nach Süden hin zu verlängern, und so die South Side besser an den Loop anzubinden.
Neben dem (zwischenzeitlich verlegten) Flusslauf befanden sich auf dem Gelände zur Hochzeit des Eisenbahnverkehrs in den Vereinigten Staaten, in dem Chicago einen der wichtigsten Knotenpunkte darstellte, Gleisanlagen verschiedener Bahngesellschaften, darunter der Baltimore and Ohio Railroad, der Chicago, Burlington and Quincy Railroad, der Pennsylvania Railroad sowie der Chicago and North Western Railway.
Mit dem Niedergang des Bahnverkehrs in den Fünfziger- und Sechzigerjahren sank die Bedeutung der Bahnanlagen zusehends. 1971 übernahm Amtrak die (westlich des Flusses gelegene) Union Station und konsolidierte dort wesentliche Teile des Zugverkehrs, sodass die Anlagen auf dem Gelände obsolet wurden.
Die Gleise wurden bis Ende der Siebzigerjahre zurückgebaut; seither lag die Fläche jahrzehntelang in unerschlossenem Zustand brach.
In den späten Siebziger- und frühen Achtzigerjahren waren immer wieder Pläne für eine Nachnutzung des Areals aufgekommen; sie scheiterten jedoch aus unterschiedlichen Gründen.
1998 gründeten die Immobilienunternehmen U.S. Equities Realty Inc. und Joseph Cacciatore & Co. ein Joint Venture zur Vermarktung des Geländes, welches sich aus Grundstücken in ihren eigenen Beständen, sowie vom Eisenbahnunternehmen CSX Corporation erworbenen Grundstücken zusammensetzte.
Im Jahr 2002 kaufte ein Konsortium unter Führung der Rezmar Corporation das Gelände für 67 Millionen US-Dollar. Rezmar gehörte dem (mittlerweile wegen Korruption verurteilten) Geschäftsmann Tony Rezko.
Versuche Rezmars, das Gelände in eine als Riverside Park bezeichnete Reihenhaussiedlung mit angrenzender Geschäftsbebauung entlang der Roosevelt Road sowie in der Mitte des Areals umzuwandeln, blieben letztlich erfolglos, nachdem sich der Einrichtungs-Einzelhändler IKEA, der als einer der Hauptnutzer im Gespräch war, aus den Verhandlungen zurückzog.
2007 wurde das Gelände von der luxemburgischen Kapitalbeteiligungsgesellschaft General Mediterranean Holding (GMH) des ebenfalls (jedoch in anderer Sache) wegen Korruption verurteilten irakisch-britischen Geschäftsmannes Nadhmi Auchi übernommen.
Nachdem alle vorherigen Entwicklungspläne fehlschlugen, bemühte sich die Stadt unter Bürgermeister Rahm Emanuel im Jahr 2014 zwischenzeitlich um die Enteignung von GMH, um daraufhin das Gelände selbst zu entwickeln, setzte diese Drohung jedoch letztlich nicht um, da mit Related Midwest inzwischen ein weiterer Immobilienentwickler Miteigentümer des Geländes geworden war und versichert hatte, selbiges zu erschließen.
Die Stadt bewilligte das Projekt im April 2019, einschließlich der Finanzierung von 700 Mio. US-Dollar für das Projekt erforderlicher Infrastrukturmaßnahmen in Form von Tax Increment Financing.

## Nutzung

### Bebauung
Im ersten (als The 78 North bezeichneten) Bauabschnitt, in dem der Nordteil des Geländes erschlossen werden soll, ist die Errichtung mehrerer Wohn- und Geschäftsgebäude geplant:
An der nordöstlichen Ecke des Areals (das heißt an der Kreuzung Clark Street und Roosevelt Road) soll ein Ensemble aus zwei Wolkenkratzern entstehen, die als Gateway Towers bezeichnet werden. Der östliche der beiden Türme soll mit 50 Geschossen das höchste Gebäude auf dem Gelände sein; der Ostturm soll über 35 Etagen verfügen. Die Gateway Towers sollen als Wohn-, Hotel- und Einzelhandelsflächen genutzt werden.
Weiter westlich, unmittelbar am Chicago River, entsteht das Riverfront Innovation Office, das ausschließlich Geschäftsräume beherbergen soll.
Etwa mittig soll zudem ein als Parkside HQ bezeichnetes, vierzehngeschossiges Bürogebäude entstehen.
Unmittelbar südlich davon soll zudem ein Forschungs- und Entwicklungszentrum des Discovery Partners Institute, einer mit der University of Illinois verbundenen Forschungseinrichtung, errichtet werden. Das Forschungsgebäude begrenzt den ersten Bauabschnitt nach Süden hin und wird mit 235 Mio. US-Dollar öffentlicher Mittel kofinanziert.
Die Fertigstellung des ersten Bauabschnitts soll bis zum Jahr 2024 erfolgen; der Abschluss des Gesamtprojekts soll zwischen 2030 und 2040 erreicht werden.

### Infrastruktur

#### Straßenverkehr
Die derzeit an der Nordseite des Geländes endende Wells Street soll durch das Areal hindurchgeführt und im Süden mit der Wentworth Street verbunden werden, wodurch Chinatown besser an den Loop angebunden wird. Das als Wells-Wentworth Connector bezeichnete neue Straßensegment soll auch die Nutzungsansprüche von Fußgängern und Radfahrern berücksichtigen (separate, von Fahrbahn und Gehwegen abgetrennte Fahrradspuren, gesondert beleuchtete Gehwege usw.).
Der Automobilverkehr soll zudem durch die Installation von Bremsschwellen beruhigt werden. Die Bauarbeiten begannen im Juni 2019.
Ferner soll die 15th Street nach Westen bis an die (dann verlängerte) Wells Street herangeführt werden. Eine weitere Nord-Süd-Verbindung soll östlich der Wells Street entstehen.

#### Öffentlicher Nahverkehr

##### CTA
Die Haltestelle Roosevelt Station der CTA Red Line ist etwa 350 Meter von der Nordostecke des Areals entfernt.
Im südlichen Teil des Geländes, an der Kreuzung Clark Street und 15th Street ist zudem eine neue Haltestelle für die Red Line geplant.
Darüber hinaus verkehren mehrere Buslinien der CTA entlang der das Areal umschließenden Straßen.

##### METRA
Die an der Ostseite des Geländes in Nord-Süd-Richtung verlaufenden Gleise des METRA-Nahverkehrssystems sollen nach Westen verlegt und so von der Clark Street abgekoppelt werden.
Sie führen die METRA-Pendlerzüge der Rock Island District-Linie von bzw. zur LaSalle Street Station.
Die Pläne sehen vor, die Gleise zu um- bzw. überbauen, wodurch die Lärmbelästigung reduziert und die Luftqualität verbessert werden soll.

##### Schifffahrt
Am Flussufer ist ein Anlegepunkt für Wassertaxis vorgesehen.
Bereits heute existieren, unabhängig von The 78, mehrere Anlegestellen für Wassertaxis entlang anderer Abschnitte des Chicago Rivers (bspw. Union Station, Riverside Plaza, River North, North Avenue usw.) sowie des Michigansees (Navy Pier, Museum Campus).

### Landschaftsarchitektur
In der Mitte des Geländes soll ein 7 Acres (ca. 2,8 Hektar) großer, etwa sichelförmiger Park entstehen, dessen Konturen dem ursprünglichen Flussverlauf nachempfunden sind, bevor dieser in den Zwanzigerjahren begradigt wurde.
Entlang des Flusses soll eine Uferpromenade entstehen.